# Phorbia unipila
Phorbia unipila är en tvåvingeart som först beskrevs av Karl 1917.  Phorbia unipila ingår i släktet Phorbia, och familjen blomsterflugor. Arten har ej påträffats i Sverige.